# Ratzeburger See
Ratzeburger See er en sø i det nordlige Tyskland, beliggende i den sydøstlige del af delstaten Slesvig-Holsten i Naturpark Lauenburgische Seen.

## Geografi
Nordøstbredden grænser til delstaten Mecklenburg-Vorpommern (kommunen Utecht) i Biosphärenreservat Schaalsee. På den vestlige søbred ligger kommunerne Groß Sarau, Pogeez og Buchholz. Sammen med Küchensee omslutter den øbyen Ratzeburg. Søen er inddelt i Großen Ratzeburger See, Domsee samt Großen og Kleinen Küchensee efter at dæmningerne søbredden og Dominsel blev etableret:
- Den ældste forbindelse mellem øbyen og oplandet, var den mod vest liggende „Lüneburger Damm", der forbandt Ratzeburg med den vigtige handelsrute „Alte Salzstraße“.
- Fra 1842 til 1847 blev øen forbundet med det østlige opland med etableringen af „Königsdamms“, der i 1854 i overværelse af, og til den danske konge Frederik 7.s ære officielt fik sit navn i Ratzeburg.
- I 1894 fulgte endnu en dæmning til østbredden af søen til jernbanen Ratzeburger Kleinbahn der ligger en smule syd for „Königsdamms“, med forbindelse til Ziethen og Mustin. Jernbanetrafikken ophørte i 1934.

De tre dæmninger inddeler Ratzeburger See i følgende:
- Große Küchensee der ligger syd for Lüneburger Damm, øen og jernbanedæmningen, og strækker sig til Farchau;
- Kleine Küchensee (fra siden af øen Ratzeburg og kaldes den også „Stadtsee“) ligger mellem de to østlige dæmninger Königsdamm (i nord) og Kleinbahndamm (mod syd);
- Domsee ligger nord for Königsdamms og går ved en nordvestlig bøje over i Großen Ratzeburger See ; den er ikke afgrænset af en dæmning. kun ved en smal passage mellem Domhalvøen og søbredden ved Römnitz, de såkaldte „Römnitzer Enge“;
- Große Ratzeburger See går så mod nord til Rothenhusen.

Der er sejlbare passager under dæmningerne for småbåde.